# George van Denemarken
George van Denemarken, Deens: Prins Jørgen af Danmark, in Engeland bekend als Prince George of Denmark (Kopenhagen, 2 april 1653 — Londen, 28 oktober 1708) was een Deense prins uit het huis Oldenburg en was prins-gemaal van koningin Anna van Groot-Brittannië.

## Biografie

### Vroege leven
George van Denemarken werd geboren in het Kasteel van Kopenhagen op Slotsholmen als derde en jongste zoon van koning Frederik III van Denemarken en diens vrouw Sophia Amalia van Brunswijk-Lüneburg. Hij kreeg een militaire opleiding en ondernam in 1668-1673 een grand tour door Europa. Tijdens zijn verblijf in Rome in 1670 overleed zijn vader en volgde zijn broer Christiaan hun vader op als koning. In 1674 was George een kandidaat voor de vacante troon van Polen als opvolger van de kinderloze Michaël Korybut Wiśniowiecki. Hij werd gesteund door Lodewijk XIV van Frankrijk, maar Jan III Sobieski werd verkozen.
Hij diende vervolgens naast zijn broer Christian in de Schoonse Oorlog. Toen zijn broer in de Slag bij Landskrona gevangen werd genomen was George in staat hem te redden van de Zweden. In het geheim waren al gesprekken tussen Denemarken en Engeland gaande voor een huwelijk tussen hem en de nicht van de Engelse koning Anna om de macht van de Republiek der Zeven Verenigde Nederlanden in te perken. Er werd dan ook veel aan gedaan dat de plannen niet zouden uitlekken.

### Huwelijk
Het huwelijk vond plaats op 28 april 1683 in de koninklijke kapel van St. James's Palace en werd voltrokken door de bisschop van Londen, John Compton. Het echtpaar verkreeg van koning Karel II een aantal in het Palace of Whitehall. Binnen twee jaar beviel Anna van twee gezonde dochters. Na de dood van Karel II werd George's schoonvader, de katholieke Jacobus II, de nieuwe koning van Engeland en Schotland.
Tijdens de Glorious Revolution stond hij in eerste instantie aan de zijde van zijn schoonvader, maar op 24 oktober 1688 liep hij over naar de zijde van Willem III van Oranje. Na de troonsbestijging van Willem en Maria verkreeg hij de titels van hertog van Cumberland, graaf van Kendal en baron van Okehingham. Op 20 april 1689 werd hij geïnstalleerd in het House of Lords.

### Hertog van Cumberland
De relatie tussen het koningspaar en de nieuwe hertog van Cumberland was niet optimaal. George vocht aan diens zijde tijdens de militaire campagne in Ierland, maar hij verkreeg geen militaire aanstelling. Ook zijn poging om een plek te verkrijgen bij de marine werd tegengehouden door Willem III. Dit leidde er ook toe dat George en Anna zich terugtrokken uit het openbare hofleven. Na de dood van Maria verbeterde de relatie onderling gedeeltelijk doordat Anna nu troonopvolger werd.
Anna werd in totaal zeventien keer zwanger, maar twaalf van de zwangerschappen eindigden in een miskraam of een doodgeboren kind. Twee andere kinderen overleden nog voor hun vierde levensjaar. Na de dood van hun enige kind dat de kleuterleeftijd overleefde, Willem van Gloucester op elfjarige leeftijd in 1700, nam het Engelse parlement de Act of Settlement aan, waardoor de prinsen van het huis Hannover na Anna troonopvolgers werden.
Na de dood van Willem III in 1702 benoemde Anna haar echtgenoot tot generaal van het Engelse leger en werd hij ook Lord High Admiral. George kreeg echter last van astma, waardoor het koningspaar in de zomer vooral op Windsor Castle en Hampton Court Palace verbleef. In 1706 werd George ernstig ziek en moest hij zich terugtrekken uit het openbare leven. Hij leed aan astma en oedeem en overleed uiteindelijk op 28 oktober 1708 in Kensington Palace. Hij werd vervolgens op 13 november begraven in de Westminster Abbey.

## Kwartierstaat
| Frederik II van Denemarken (1534-1588)  | Frederik II van Denemarken (1534-1588)  | Frederik II van Denemarken (1534-1588)  | Frederik II van Denemarken (1534-1588)  | Frederik II van Denemarken (1534-1588)   | Frederik II van Denemarken (1534-1588)   | Sophia van Mecklenburg-Güstrow (1557-1631) | Sophia van Mecklenburg-Güstrow (1557-1631) | Sophia van Mecklenburg-Güstrow (1557-1631) | Sophia van Mecklenburg-Güstrow (1557-1631) | Sophia van Mecklenburg-Güstrow (1557-1631) | Sophia van Mecklenburg-Güstrow (1557-1631) |                                         |                                         | Joachim Frederik van Brandenburg (1546-1608) | Joachim Frederik van Brandenburg (1546-1608) | Joachim Frederik van Brandenburg (1546-1608) | Joachim Frederik van Brandenburg (1546-1608) | Joachim Frederik van Brandenburg (1546-1608) | Joachim Frederik van Brandenburg (1546-1608) | Catharina van Brandenburg-Küstrin (1549-1602) | Catharina van Brandenburg-Küstrin (1549-1602) | Catharina van Brandenburg-Küstrin (1549-1602) | Catharina van Brandenburg-Küstrin (1549-1602) | Catharina van Brandenburg-Küstrin (1549-1602)   | Catharina van Brandenburg-Küstrin (1549-1602)   |                                                 |                                                 | Willem V van Brunswijk-Lüneburg (1535-1592)     | Willem V van Brunswijk-Lüneburg (1535-1592)     | Willem V van Brunswijk-Lüneburg (1535-1592) | Willem V van Brunswijk-Lüneburg (1535-1592) | Willem V van Brunswijk-Lüneburg (1535-1592) | Willem V van Brunswijk-Lüneburg (1535-1592) | Dorothea van Denemarken (1546-1617)        | Dorothea van Denemarken (1546-1617)        | Dorothea van Denemarken (1546-1617)        | Dorothea van Denemarken (1546-1617)        | Dorothea van Denemarken (1546-1617)              | Dorothea van Denemarken (1546-1617)              |                                                  |                                                  | Lodewijk V van Hessen-Darmstadt (1577-1626)      | Lodewijk V van Hessen-Darmstadt (1577-1626)      | Lodewijk V van Hessen-Darmstadt (1577-1626)    | Lodewijk V van Hessen-Darmstadt (1577-1626)    | Lodewijk V van Hessen-Darmstadt (1577-1626)    | Lodewijk V van Hessen-Darmstadt (1577-1626)    | Magdalena van Brandenburg (1582-1616)          | Magdalena van Brandenburg (1582-1616)          | Magdalena van Brandenburg (1582-1616) | Magdalena van Brandenburg (1582-1616) | Magdalena van Brandenburg (1582-1616) | Magdalena van Brandenburg (1582-1616) |  |  |  |  |  |  |  |  |  |  |  |  |  |  |  |  |  |  |  |  |  |  |  |  |  |  |  |  |  |  |  |  |  |  |  |  |  |  |  |  |  |  |  |  |  |  |  |  |
| Frederik II van Denemarken (1534-1588)  | Frederik II van Denemarken (1534-1588)  | Frederik II van Denemarken (1534-1588)  | Frederik II van Denemarken (1534-1588)  | Frederik II van Denemarken (1534-1588)   | Frederik II van Denemarken (1534-1588)   | Sophia van Mecklenburg-Güstrow (1557-1631) | Sophia van Mecklenburg-Güstrow (1557-1631) | Sophia van Mecklenburg-Güstrow (1557-1631) | Sophia van Mecklenburg-Güstrow (1557-1631) | Sophia van Mecklenburg-Güstrow (1557-1631) | Sophia van Mecklenburg-Güstrow (1557-1631) |                                         |                                         | Joachim Frederik van Brandenburg (1546-1608) | Joachim Frederik van Brandenburg (1546-1608) | Joachim Frederik van Brandenburg (1546-1608) | Joachim Frederik van Brandenburg (1546-1608) | Joachim Frederik van Brandenburg (1546-1608) | Joachim Frederik van Brandenburg (1546-1608) | Catharina van Brandenburg-Küstrin (1549-1602) | Catharina van Brandenburg-Küstrin (1549-1602) | Catharina van Brandenburg-Küstrin (1549-1602) | Catharina van Brandenburg-Küstrin (1549-1602) | Catharina van Brandenburg-Küstrin (1549-1602)   | Catharina van Brandenburg-Küstrin (1549-1602)   |                                                 |                                                 | Willem V van Brunswijk-Lüneburg (1535-1592)     | Willem V van Brunswijk-Lüneburg (1535-1592)     | Willem V van Brunswijk-Lüneburg (1535-1592) | Willem V van Brunswijk-Lüneburg (1535-1592) | Willem V van Brunswijk-Lüneburg (1535-1592) | Willem V van Brunswijk-Lüneburg (1535-1592) | Dorothea van Denemarken (1546-1617)        | Dorothea van Denemarken (1546-1617)        | Dorothea van Denemarken (1546-1617)        | Dorothea van Denemarken (1546-1617)        | Dorothea van Denemarken (1546-1617)              | Dorothea van Denemarken (1546-1617)              |                                                  |                                                  | Lodewijk V van Hessen-Darmstadt (1577-1626)      | Lodewijk V van Hessen-Darmstadt (1577-1626)      | Lodewijk V van Hessen-Darmstadt (1577-1626)    | Lodewijk V van Hessen-Darmstadt (1577-1626)    | Lodewijk V van Hessen-Darmstadt (1577-1626)    | Lodewijk V van Hessen-Darmstadt (1577-1626)    | Magdalena van Brandenburg (1582-1616)          | Magdalena van Brandenburg (1582-1616)          | Magdalena van Brandenburg (1582-1616) | Magdalena van Brandenburg (1582-1616) | Magdalena van Brandenburg (1582-1616) | Magdalena van Brandenburg (1582-1616) |  |  |  |  |  |  |  |  |  |  |  |  |  |  |  |  |  |  |  |  |  |  |  |  |  |  |  |  |  |  |  |  |  |  |  |  |  |  |  |  |  |  |  |  |  |  |  |  |
|                                         |                                         |                                         |                                         |                                          |                                          |                                            |                                            |                                            |                                            |                                            |                                            |                                         |                                         |                                              |                                              |                                              |                                              |                                              |                                              |                                               |                                               |                                               |                                               |                                                 |                                                 |                                                 |                                                 |                                                 |                                                 |                                             |                                             |                                             |                                             |                                            |                                            |                                            |                                            |                                                  |                                                  |                                                  |                                                  |                                                  |                                                  |                                                |                                                |                                                |                                                |                                                |                                                |                                       |                                       |                                       |                                       |  |  |  |  |  |  |  |  |  |  |  |  |  |  |  |  |  |  |  |  |  |  |  |  |  |  |  |  |  |  |  |  |  |  |  |  |  |  |  |  |  |  |  |  |  |  |  |  |
|                                         |                                         |                                         |                                         | Christiaan IV van Denemarken (1577-1648) | Christiaan IV van Denemarken (1577-1648) | Christiaan IV van Denemarken (1577-1648)   | Christiaan IV van Denemarken (1577-1648)   | Christiaan IV van Denemarken (1577-1648)   | Christiaan IV van Denemarken (1577-1648)   |                                            |                                            |                                         |                                         |                                              |                                              | Anna Catharina van Brandenburg (1575-1612)   | Anna Catharina van Brandenburg (1575-1612)   | Anna Catharina van Brandenburg (1575-1612)   | Anna Catharina van Brandenburg (1575-1612)   | Anna Catharina van Brandenburg (1575-1612)    | Anna Catharina van Brandenburg (1575-1612)    |                                               |                                               |                                                 |                                                 |                                                 |                                                 |                                                 |                                                 |                                             |                                             | George van Brunswijk-Calenberg (1582-1641)  | George van Brunswijk-Calenberg (1582-1641)  | George van Brunswijk-Calenberg (1582-1641) | George van Brunswijk-Calenberg (1582-1641) | George van Brunswijk-Calenberg (1582-1641) | George van Brunswijk-Calenberg (1582-1641) |                                                  |                                                  |                                                  |                                                  |                                                  |                                                  | Anna Eleonora van Hessen-Darmstadt (1601-1659) | Anna Eleonora van Hessen-Darmstadt (1601-1659) | Anna Eleonora van Hessen-Darmstadt (1601-1659) | Anna Eleonora van Hessen-Darmstadt (1601-1659) | Anna Eleonora van Hessen-Darmstadt (1601-1659) | Anna Eleonora van Hessen-Darmstadt (1601-1659) |                                       |                                       |                                       |                                       |  |  |  |  |  |  |  |  |  |  |  |  |  |  |  |  |  |  |  |  |  |  |  |  |  |  |  |  |  |  |  |  |  |  |  |  |  |  |  |  |  |  |  |  |  |  |  |  |
|                                         |                                         |                                         |                                         | Christiaan IV van Denemarken (1577-1648) | Christiaan IV van Denemarken (1577-1648) | Christiaan IV van Denemarken (1577-1648)   | Christiaan IV van Denemarken (1577-1648)   | Christiaan IV van Denemarken (1577-1648)   | Christiaan IV van Denemarken (1577-1648)   |                                            |                                            |                                         |                                         |                                              |                                              | Anna Catharina van Brandenburg (1575-1612)   | Anna Catharina van Brandenburg (1575-1612)   | Anna Catharina van Brandenburg (1575-1612)   | Anna Catharina van Brandenburg (1575-1612)   | Anna Catharina van Brandenburg (1575-1612)    | Anna Catharina van Brandenburg (1575-1612)    |                                               |                                               |                                                 |                                                 |                                                 |                                                 |                                                 |                                                 |                                             |                                             | George van Brunswijk-Calenberg (1582-1641)  | George van Brunswijk-Calenberg (1582-1641)  | George van Brunswijk-Calenberg (1582-1641) | George van Brunswijk-Calenberg (1582-1641) | George van Brunswijk-Calenberg (1582-1641) | George van Brunswijk-Calenberg (1582-1641) |                                                  |                                                  |                                                  |                                                  |                                                  |                                                  | Anna Eleonora van Hessen-Darmstadt (1601-1659) | Anna Eleonora van Hessen-Darmstadt (1601-1659) | Anna Eleonora van Hessen-Darmstadt (1601-1659) | Anna Eleonora van Hessen-Darmstadt (1601-1659) | Anna Eleonora van Hessen-Darmstadt (1601-1659) | Anna Eleonora van Hessen-Darmstadt (1601-1659) |                                       |                                       |                                       |                                       |  |  |  |  |  |  |  |  |  |  |  |  |  |  |  |  |  |  |  |  |  |  |  |  |  |  |  |  |  |  |  |  |  |  |  |  |  |  |  |  |  |  |  |  |  |  |  |  |
|                                         |                                         |                                         |                                         |                                          |                                          |                                            |                                            |                                            |                                            | Frederik III van Denemarken (1609-1670)    | Frederik III van Denemarken (1609-1670)    | Frederik III van Denemarken (1609-1670) | Frederik III van Denemarken (1609-1670) | Frederik III van Denemarken (1609-1670)      | Frederik III van Denemarken (1609-1670)      |                                              |                                              |                                              |                                              |                                               |                                               |                                               |                                               |                                                 |                                                 |                                                 |                                                 |                                                 |                                                 |                                             |                                             |                                             |                                             |                                            |                                            |                                            |                                            | Sophia Amalia van Brunswijk-Lüneburg (1628-1685) | Sophia Amalia van Brunswijk-Lüneburg (1628-1685) | Sophia Amalia van Brunswijk-Lüneburg (1628-1685) | Sophia Amalia van Brunswijk-Lüneburg (1628-1685) | Sophia Amalia van Brunswijk-Lüneburg (1628-1685) | Sophia Amalia van Brunswijk-Lüneburg (1628-1685) |                                                |                                                |                                                |                                                |                                                |                                                |                                       |                                       |                                       |                                       |  |  |  |  |  |  |  |  |  |  |  |  |  |  |  |  |  |  |  |  |  |  |  |  |  |  |  |  |  |  |  |  |  |  |  |  |  |  |  |  |  |  |  |  |  |  |  |  |
|                                         |                                         |                                         |                                         |                                          |                                          |                                            |                                            |                                            |                                            | Frederik III van Denemarken (1609-1670)    | Frederik III van Denemarken (1609-1670)    | Frederik III van Denemarken (1609-1670) | Frederik III van Denemarken (1609-1670) | Frederik III van Denemarken (1609-1670)      | Frederik III van Denemarken (1609-1670)      |                                              |                                              |                                              |                                              |                                               |                                               |                                               |                                               |                                                 |                                                 |                                                 |                                                 |                                                 |                                                 |                                             |                                             |                                             |                                             |                                            |                                            |                                            |                                            | Sophia Amalia van Brunswijk-Lüneburg (1628-1685) | Sophia Amalia van Brunswijk-Lüneburg (1628-1685) | Sophia Amalia van Brunswijk-Lüneburg (1628-1685) | Sophia Amalia van Brunswijk-Lüneburg (1628-1685) | Sophia Amalia van Brunswijk-Lüneburg (1628-1685) | Sophia Amalia van Brunswijk-Lüneburg (1628-1685) |                                                |                                                |                                                |                                                |                                                |                                                |                                       |                                       |                                       |                                       |  |  |  |  |  |  |  |  |  |  |  |  |  |  |  |  |  |  |  |  |  |  |  |  |  |  |  |  |  |  |  |  |  |  |  |  |  |  |  |  |  |  |  |  |  |  |  |  |
|                                         |                                         |                                         |                                         |                                          |                                          |                                            |                                            |                                            |                                            |                                            |                                            |                                         |                                         |                                              |                                              |                                              |                                              |                                              |                                              |                                               |                                               |                                               |                                               |                                                 |                                                 |                                                 |                                                 |                                                 |                                                 |                                             |                                             |                                             |                                             |                                            |                                            |                                            |                                            |                                                  |                                                  |                                                  |                                                  |                                                  |                                                  |                                                |                                                |                                                |                                                |                                                |                                                |                                       |                                       |                                       |                                       |  |  |  |  |  |  |  |  |  |  |  |  |  |  |  |  |  |  |  |  |  |  |  |  |  |  |  |  |  |  |  |  |  |  |  |  |  |  |  |  |  |  |  |  |  |  |  |  |
|                                         |                                         |                                         |                                         |                                          |                                          |                                            |                                            |                                            |                                            |                                            |                                            |                                         |                                         |                                              |                                              |                                              |                                              |                                              |                                              |                                               |                                               |                                               |                                               |                                                 |                                                 |                                                 |                                                 |                                                 |                                                 |                                             |                                             |                                             |                                             |                                            |                                            |                                            |                                            |                                                  |                                                  |                                                  |                                                  |                                                  |                                                  |                                                |                                                |                                                |                                                |                                                |                                                |                                       |                                       |                                       |                                       |  |  |  |  |  |  |  |  |  |  |  |  |  |  |  |  |  |  |  |  |  |  |  |  |  |  |  |  |  |  |  |  |  |  |  |  |  |  |  |  |  |  |  |  |  |  |  |  |
| Christiaan V van Denemarken (1646–1699) | Christiaan V van Denemarken (1646–1699) | Christiaan V van Denemarken (1646–1699) | Christiaan V van Denemarken (1646–1699) | Christiaan V van Denemarken (1646–1699)  | Christiaan V van Denemarken (1646–1699)  |                                            |                                            | Anna Sophia van Denemarken (1647-1717)     | Anna Sophia van Denemarken (1647-1717)     | Anna Sophia van Denemarken (1647-1717)     | Anna Sophia van Denemarken (1647-1717)     | Anna Sophia van Denemarken (1647-1717)  | Anna Sophia van Denemarken (1647-1717)  |                                              |                                              | Frederika Amalia van Denemarken (1649-1704)  | Frederika Amalia van Denemarken (1649-1704)  | Frederika Amalia van Denemarken (1649-1704)  | Frederika Amalia van Denemarken (1649-1704)  | Frederika Amalia van Denemarken (1649-1704)   | Frederika Amalia van Denemarken (1649-1704)   |                                               |                                               | Wilhelmina Ernestina van Denemarken (1650-1706) | Wilhelmina Ernestina van Denemarken (1650-1706) | Wilhelmina Ernestina van Denemarken (1650-1706) | Wilhelmina Ernestina van Denemarken (1650-1706) | Wilhelmina Ernestina van Denemarken (1650-1706) | Wilhelmina Ernestina van Denemarken (1650-1706) |                                             |                                             | George van Denemarken (1653-1708)           | George van Denemarken (1653-1708)           | George van Denemarken (1653-1708)          | George van Denemarken (1653-1708)          | George van Denemarken (1653-1708)          | George van Denemarken (1653-1708)          |                                                  |                                                  | Ulrika Eleonora van Denemarken (1656-1693)       | Ulrika Eleonora van Denemarken (1656-1693)       | Ulrika Eleonora van Denemarken (1656-1693)       | Ulrika Eleonora van Denemarken (1656-1693)       | Ulrika Eleonora van Denemarken (1656-1693)     | Ulrika Eleonora van Denemarken (1656-1693)     |                                                |                                                | 1 broer en 1 zuster                            | 1 broer en 1 zuster                            | 1 broer en 1 zuster                   | 1 broer en 1 zuster                   | 1 broer en 1 zuster                   | 1 broer en 1 zuster                   |  |  |  |  |  |  |  |  |  |  |  |  |  |  |  |  |  |  |  |  |  |  |  |  |  |  |  |  |  |  |  |  |  |  |  |  |  |  |  |  |  |  |  |  |  |  |  |  |

- Bibsys: 90550440
- Bibliothèque nationale de France: cb14976929c (data)
- Gemeinsame Normdatei: 12318441X
- International Standard Name Identifier: 0000 0003 8330 2065
- Library of Congress Control Number: n82000708
- Nationale Bibliotheek van Polen: a0000003729401
- Nederlandse Thesaurus van Auteursnamen: 191275484
- Virtual International Authority File: 267928713
- WorldCat: E39PBJqk7MDRDTqmXwmgyQv8md